# Alessandro Gavazzi
Alessandro Gavazzi (Bolonia, 21 de marzo de 1809 - Roma, 9 de enero de 1889) fue un predicador y patriota italiano. Desde 1825 se desempeñó como monje y se unió a los Barnabitas de Nápoles, donde más tarde, en 1829, trabajaría como profesor de retórica.

## Biografía
En 1840, cuando ya había expresado su punto de vista liberal, fue enviado a Roma para ocupar una posición de subordinado. Luego de abandonar su país, invadido por los franceses, se embarcó en una vigorosa campaña en contra de los sacerdotes y los jesuitas en Inglaterra, Escocia y Norteamérica; en parte, expresó sus ideas mediante un periódico, el Palabra Libre Gavazzi. 
En Inglaterra se convirtió gradualmente en evangelista, y asumió el liderazgo y la organización del Protestantismo en Londres. Luego de regresar a Italia, en 1860, sirvió como capellán del ejército junto a Giuseppe Garibaldi. En 1870 se convirtió en el líder de la Iglesia Libre (Chiesa libera) de Italia y unió las congregaciones dispersas para transformarlas en la Unione delle Chiese libere in Italia (Unión de las Iglesias Libres en Italia). En 1875, en Roma, fundó la Universidad Teológica de la Iglesia Libre, en la cual él mismo dio clase de dogmática, apologética y polémica. Falleció en Roma el 9 de enero de 1889.
Entre sus publicaciones se encuentran No hay unión con Roma (1871); El sacerdote en absolución (1877); Mis Recuerdos de los Cuatro Últimos Papas, etc., en respuesta al Cardenal Wiseman (1858); Oraciones, 2 décadas (1851).

## Disturbios de Gavazzi
En la primavera de 1853 Gavazzi viajó a Norteamérica. Allí se produjeron una serie de conflictos conocidos como los disturbios de Gavazzi, el 6 de junio de 1853 en Quebec y el 9 de junio en Montreal; en esas fechas, grupos enfurecidos atacaron los edificios en los que Gavazzi se encontraba dando conferencias. Estas conferencias eran de tono fuertemente anticatólico. En ambas ciudades, se debió llamar a los soldados para restaurar el orden. En Montreal fallecieron cuarenta personas como resultado de los disturbios, y ambos produjeron grandes repercusiones políticas.